# 圣德大学短期大学部
圣德大学短期大学部（日语：／ Seitoku Daigaku Tanki Daigakubu *），简称圣德短大（せいとくたんだい），是一所位于日本千叶县松户市的私立短期大学。

## 概要

### 简介
- 学校最早可以追溯到1933年[1]。短期大学为于1965年开办[1]、由学校法人东京圣德学园经营。开始招収男学生从1988年于只函授教育课程。

### 历史

#### 学科的历史
- 1965年 圣德学园短期大学成立并同时设置両个专攻、以下列挙。
  - 保育科
  - 家政科[1]。
- 1966年 家政科分离为、以下列挙。
  - 服装专攻[注 18]
  - 食物营养专攻[2]。
- 1967年 业余课程服装专修[注 10]成立[3]。
- 1969年 文学科日文专攻和英文专攻、音乐科、保育科第二部各自成立[2]。
- 1972年 初等教育学科成立、家政科变更为家政学科[2]。保育科函授教育课程[注 1]成立[4]。
- 1973年 音乐科分离为、以下列挙。
  - 器乐专攻
  - 声乐专攻[2]。
- 1974年 初等教育学科第二部成立[2]。
- 1976年 法文专攻在文学科成立[2]。
- 1981年 文学科各专攻变更为、以下列挙。
  - 日文专攻⇒日语日文专攻
  - 英文专攻⇒英语英文专攻
  - 法文专攻⇒法语法国文学专攻[2]。
- 1985年 作曲专攻成立在音乐科[2]。
- 1988年 开始招収男学生在保育科函授教育课程[注 1]。
- 1989年 家政学科变更为生活文化学科、各专攻变更为、以下列挙。
  - 服装专攻[注 18]⇒服装文化专攻
  - 食物营养专攻⇒伙食专攻[注 12]
  - 生活福利专攻新成立在生活文化学科[2]。
- 1990年 改校名为圣德大学短期大学部[2]。
- 1994年 生活文化学科伙食专攻[注 12]变更为生活文化专攻[2]。
- 1997年 文学科各专攻变更为、以下列挙。
  - 日语日文专攻变更为日语日本文学专攻
  - 法语法国文学专攻变更为法语法国文化专攻[2]。
- 1998年 音乐科器乐专攻・声乐专攻・作曲专攻、初等教育学科第一部・第二部各自招生最后。
- 2000年 生活文化学科生活福利专攻变更为护理福利学科[2]。第二部于护理福利学科[2]。
- 2001年 音乐科器乐专攻・声乐专攻・作曲专攻各自正式停办[2]。
- 2002年 初等教育学科第一部・第二部各自正式停办[2]。
- 2003年 生活文化学科生活文化专攻・服装文化专攻、各自招生最后。文学科日语日本文学专攻・英语英文专攻・法语法国文化各自招生最后[2]。次年合并为总合文化学科[2]。
- 2005年 今年12月31日文学科日语日本文学专攻・英语英文专攻・法语法国文化各自正式停办[2]。
- 2006年 今年3月31日生活文化学科生活文化专攻・服装文化专攻各自正式停办[2]。今年4月护理福利学科第二部招生最后[2]。
- 2008年 护理福利学科（第一部）招生最后[2]。
- 2009年 今年3月31日护理福利学科第二部正式停办[2]。
- 2010年 今年3月31日护理福利学科（第一部）正式停办[2]。

#### 专科的历史
- 1967年 保育专攻和食物专攻成立[5]。
- 1968年 服装专攻[注 18]成立[5]。
- 1971年 保育专攻第二部和音乐专攻成立[5]。
- 1989年 福利专攻成立[5]。
- 1990年 服装专攻和食物专攻停办[5]。
- 1993年 六个专科即初等教育专攻、服饰文化专攻、伙食专攻[注 12]、日语专攻、英语专攻、法语专攻成立[5]。
- 1994年 保育专攻第一部和第二部合并为昼夜开课制[5]。函授教育课程成立于保育专攻[5]。初等教育专攻为昼夜开课制[5]。
- 1998年 音乐专攻招生最后[5]。
- 2001年 音乐专攻停办[5]。医疗保育专攻成立[5]。
- 2002年 初等教育专攻停办[5]。伙食专攻[注 12]招生最后。
- 2004年 伙食专攻[注 12]停办[5]。
- 2005年 日语专攻、英语专攻、法语专攻停办[5]。
- 2007年 福利专攻变更为护理福利专攻[5]。

### 宪章
- 请参看圣德大学短期大学部的标志 （页面存档备份，存于） （日語） 2014年1月4日阅览。

## 学校环境
- 校区：在千叶县松户市

## 历任校长
- 川并香顺：第一代短期大学校长[6]。
- 川并弘纯：现在短期大学校长[7]

## 著名人和有关人员
- 毒蝮三太夫：前护理福利学科访问学人

## 组织

### 学科
- 保育科
  - 第一部
  - 第二部
  - 函授教育课程[注 1]
- 总合文化学科

### 前学科
- 保育科
  - 第一部
  - 第二部
  - 函授教育课程[注 1]
- 生活文化学科[注 2]
  - 服饰文化专攻[注 2]
  - 生活文化专攻[注 2]
  - 生活福利专攻[注 4]
- 文学科[注 2]
  - 日语日本文学专攻[注 2]
  - 英语英文专攻[注 2]
  - 法语法国文化专攻
- 音乐科[注 6]
  - 器乐专攻[注 6]
  - 声乐专攻[注 6]
  - 作曲专攻[注 6]
- 初等教育学科[注 6]
  - 第一部[注 6]
  - 第二部[注 6]
- 护理福利学科第二部[注 9]

### 专科
| - 保育专攻 - 第一部 - 第二部 - 函授教育课程 - 服饰文化专攻 - 医疗保育专攻 |

### 前专科
| - 伙食专攻 - 音乐专攻 - 初等教育专攻 - 护理福利专攻 - 日语专攻 - 英语专攻 - 法语专攻 |

### 业余课程
| - 服装专修已停办。 |

### 附属学校
| - 幼儿园 - 圣德学园短期大学附属幼儿园：成立于1966年。 - 圣德学园短期大学附属第二幼儿园：成立于1971年 - 圣德学园短期大学附属第三幼儿园：成立于1976年 - 小学校 - 圣德学园短期大学附属小学校：成立于1986年 - 中学校 - 圣德学园短期大学附属中学校：成立于1983年 - 圣德学园短期大学圣德附属中学校：成立于1984年 - 高等学校 - 圣德学园短期大学附属圣德高等学校：成立于1983年 - 圣德学园短期大学附属高等学校：成立于1983年 - 专门学校 - 圣德学园短期大学附属教员保姆培养所成立于1976年 |

## 相关链接
- 日本短期大学列表
- 圣德大学